# Зефер Коув-Раунд Хил (Невада)
Зефер Коув-Раунд Хил (енгл. Zephyr Cove-Round Hill) је бивше насељено место без административног статуса у америчкој савезној држави Невада.

## Демографија
По попису из 2000. године број становника је 1.649.
| Група             | 2000.         | 2010.    |
| Белци             | 1.509 (91,5%) | 0 (0,0%) |
| Афроамериканци    | 8 (0,5%)      | 0 (0,0%) |
| Азијати           | 27 (1,6%)     | 0 (0,0%) |
| Хиспаноамериканци | 65 (3,9%)     | 0 (0,0%) |
| Укупно            | 1.649         | 0        |